# 寺井尚子
寺井 尚子（てらい なおこ、1967年5月1日 - ）は、日本のジャズ・ヴァイオリニスト。
ジャズ・ヴァイオリンの世界ではステファン・グラッペリ、レイ・ナンスなど、スウィンギー、かつグリッサンドを生かした演奏が多い中で、バップの基本スタイルを徹底的にマスターしたと思われるアドリブを展開しジャズ・バイオリン奏法に新しい解釈を与えた。

## 略歴
- 神奈川県藤沢市出身。もともとはクラシックを専攻していた。しかし、腱鞘炎にかかり練習中断を余儀なくされた時に、ビル・エヴァンスの「ワルツ・フォー・デビイ」に触発されジャズに目覚める[1]。
- 1988年、プロデビュー。名古屋を中心にライヴハウスなどで演奏していたところを中西俊博に見出される。
- 1995年、来日中のケニー・バロンと共演し、その縁でケニーのアルバム『Things Unseen』（Verve）の録音が行われるニューヨークへ招かれる。エディ・ヘンダーソン、ジョン・スコフィールドらと共演[2]。
- 1998年、初のリーダー・アルバム『Thinking of You』を発表。
- 2004年3月14日、第18回日本ゴールドディスク大賞ジャズ・アルバム・オブ・ザ・イヤー〈邦楽〉受賞（『anthem（アンセム）』）。
- 2008年1月18日、第33回「南里文雄賞」受賞。
- 2010年2月26日、初のパリ公演「JAZZ in JAPAN 2010」（ゲスト：リシャール・ガリアーノ、パリ日本文化会館にて）。
- 2010年3月19日、平成21年度（第60回）文化庁「芸術選奨新人賞（大衆芸能部門）」受賞[3]。
- 2011年3月2日・3日、ルクセンブルク、パリ公演「JAZZ in JAPAN 2011」に出演（2日：グルント・ノイミュンスター修道院文化会館（CCRN）、3日：パリ日本文化会館）。リシャール・ガリアーノ、北島直樹と共演。
- 2019年、歌手・森口博子のカバー・アルバム『GUNDAM SONG COVERS』にゲストミュージシャンとして参加[4]。同年7月13日、「水の星へ愛をこめて / with 寺井尚子」のMV公開[5]。

## ディスコグラフィ

### アルバム
| Album title                                           | Release date   | Record Label                       |
| ----------------------------------------------------- | -------------- | ---------------------------------- |
| Thinking of You                                       | 1998年12月16日 | ビデオアーツ・ミュージック         |
| PURE MOMENT                                           | 1999年9月22日  | ビデオアーツ・ミュージック         |
| Rhapsody In Blue (Maxi)                               | 2000年4月26日  | ビデオアーツ・ミュージック         |
| Princess T                                            | 2000年9月22日  | ビデオアーツ・ミュージック         |
| NAOKO LIVE                                            | 2001年5月23日  | ビデオアーツ・ミュージック         |
| All For You                                           | 2001年12月14日 | ビデオアーツ・ミュージック         |
| Anthem                                                | 2003年2月14日  | 東芝EMI                            |
| Naoko Terai Best                                      | 2003年5月28日  | ビデオアーツ・ミュージック         |
| Jazz Waltz                                            | 2003年12月3日  | 東芝EMI                            |
| ORIGINAL BEST 1998-2001                               | 2004年8月25日  | ビデオアーツ・ミュージック         |
| Dreamdancing                                          | 2005年1月26日  | 東芝EMI                            |
| Night Flight（夜間飛行）                              | 2006年2月22日  | 東芝EMI                            |
| Jealousy（ジェラシー）                                | 2007年3月21日  | 東芝EMI                            |
| Best of Best - Selected by Naoko Terai                | 2007年6月20日  | ビデオアーツ・ミュージック         |
| Petite Fleur〜Amapola（小さな花〜アマポーラ）         | 2008年1月30日  | EMIミュージック・ジャパン          |
| Adagio（アダージョ）                                  | 2009年3月18日  | EMIミュージック・ジャパン          |
| My Song（マイ・ソング）                               | 2010年2月24日  | EMIミュージック・ジャパン          |
| Limelight（ライムライト）                             | 2011年3月16日  | EMIミュージック・ジャパン          |
| LIBERTANGO IN TOKYO（リベルタンゴ・イン・トーキョー） | 2011年12月21日 | EMIミュージック・ジャパン          |
| C'est La Vie（セ・ラ・ヴィ）                          | 2013年1月30日  | EMIミュージック・ジャパン          |
| Very Cool（ヴェリー・クール）                         | 2014年3月19日  | ユニバーサルミュージック・ジャパン |
| HOT JAZZ ...AND LIBERTANGO 2015（ホット・ジャズ）     | 2015年3月25日  | ユニバーサルミュージック・ジャパン |
| Twilight（トワイライト）                              | 2016年3月23日  | ユニバーサルミュージック・ジャパン |
| Piazzollamor（ピアソラモール）                        | 2017年3月29日  | ユニバーサルミュージック・ジャパン |
| The Standard（ザ・スタンダード）                      | 2017年11月22日 | ユニバーサルミュージック・ジャパン |
| The Standard II（ザ・スタンダードII）                 | 2018年5月9日   | ユニバーサルミュージック・ジャパン |
| The Best of Naoko Terai（寺井尚子ベスト）             | 2018年5月9日   | ユニバーサルミュージック・ジャパン |
| Flowrish（フローリッシュ）                            | 2020年4月15日  | ユニバーサルミュージック・ジャパン |
| Naoko's（ナオコズ）                                   | 2024年6月19日  | Saku Music                         |

### 映像作品
- リシャール・ガリアーノ ”タンガリア” カルテット スペシャル・ゲスト:寺井尚子／Live at 東京JAZZ 2008（2009年10月21日、ビデオアーツ・ミュージック）

### 参加作品
森口博子
- GUNDAM SONG COVERS（2019年8月7日、キングレコード） - #1「水の星へ愛をこめて / with 寺井尚子」Zガンダムの曲[4]
- GUNDAM SONG COVERS 2（2020年9月16日、キングレコード） - #1「サイレント・ヴォイス / with 寺井尚子」ZZガンダムの曲（同年7月15日より先行配信）[6]
- GUNDAM SONG COVERS 3（2022年3月9日、キングレコード） -  #1「RIVER / with 寺井尚子」ガンダムSEEDの曲

## 著書
| 出版日        | 書名                                    | 出版社 | ISBN                |
| ------------- | --------------------------------------- | ------ | ------------------- |
| 2004年1月31日 | 弦の熱情 DVD付ファーストフォト&エッセイ | 宝島社 | ISBN 978-4796638531 |

## 主な出演

### テレビ
- 趣味悠々「バイオリンは友だち」（1998年10月29日、NHK教育） - 中西俊博が講師を務めた番組。最終回に出演。ガーシュインを演奏
- スタジオパークからこんにちは（2005年1月21日、2011年8月25日、NHK総合） - 2005年出演時は中西と共演。ガーシュインを演奏
- トップランナー　第120回「ジャズ・バイオリニスト 寺井尚子」（2000年2月25日、NHK総合）
- 題名のない音楽会21（2003年5月18日、テレビ朝日系列）
- 夢・音楽館（2003年8月26日、NHK総合）
- エレガント・タイム・コンサート（2006年7月 - 8月、TOKYO MX）
- めざにゅ〜（2007年6月、フジテレビ系列） - アナウンサーの松尾翠のコーナー「挑戦!ドレミファみどり」に講師として5回に渡って出演[7]。
- 映画の時間＋気ままにディレクターズカット（2010年5月 - 2011年3月、BS-TBS） - 翻訳家の戸田奈津子と共にパーソナリティ[8]（毎月最終水曜に放送→10月より第一水曜に放送）
  - Cinemagic Café（2011年4月 - 2012年3月） - 上記番組の後続番組[9]。
- 暮らしのレシピ（2010年8月4日 - 28日、TBS系列） - 4回出演[10]
- 歌うコンシェルジュ（2011年10月25日、NHK総合）
- NHKクロニクル「ジャズ・フォー・ジャパン 〜ボブ・ジェームスからの贈り物〜」（2012年3月10日、NHK総合）[11]
- メレンゲの気持ち（2013年3月2日、日本テレビ）
- バナナ♪ゼロミュージック（2017年7月1日、NHK総合）
- 第61回日本レコード大賞（2019年12月30日、TBS） - ゲストアーティストとして参加した森口博子のアルバム『GUNDAM SONG COVERS』が企画賞を受賞。森口と共に出演し「水の星へ愛をこめて」を演奏

### ラジオ
- 「寺井尚子のThinking of you」（2000年10月 - 毎日放送）
- 安藤和津TEPCOトークマルシェ（文化放送）
- ヴァイオリニストの肖像（2008年7月14日 - 18日、24日 - 28日、8月3日 - 7日、NHKデジタルラジオ）
- LEGENDS 森山良子 やさしい気持ち（2011年6月8日 - 14日、JFN各局：FM青森・FM岩手・FM秋田・FM山形・ふくしまFM・FMとやま・FM石川・FM福井・FM山口・FM佐賀・FM熊本・FM宮崎の12局）

### CM
- 金鳥 蚊取り線香
  - 2004年 絵日記篇出演 CM曲「貴婦人のタンゴ」
  - 2005年 ホームパーティー篇出演 CM曲「あの頃の日曜日」
  - 2006年&2007年 天体観測篇出演 CM曲「レイジー・エンジェル」
  - 2008年&2009年 モスキートアイ篇出演 CM曲「アマポーラ」
  - 2010年 「サマー・ロマンス」〈作曲・演奏〉
  - 2011年 「サマー・ファンタジー」〈作曲・演奏〉
  - 2012年 「ヒールを脱いで」〈作曲・演奏〉
  - 2013年 「センチメンタル・ストリート」〈演奏〉
  - 2014年 「エストレリータ」〈演奏〉
  - 2015年 「ハッピー・バード」〈作曲・演奏〉
- 阪神住建
- サントリー「セサミンEプラス」 - 出演
- 名古屋マリオットアソシアホテルCM曲 「Rhapsody In Blue」〈演奏〉
- 豊田通商「ザ・シーズンズ」CM曲 「光の中の恋人たち」〈作曲・演奏〉